# Barzeh
Barzeh o Berzé (en árabe: برزة‎) es un distrito de Damasco al norte de la ciudad. Según la Oficina Central de Estadísticas de Siria, Barzeh tenía en 2004 una población de 47.339 habitantes.
Limita al norte con Monte Qasiūn, al oeste con el barrio de Rukun Eldin, al sur con los jardines de Abu Jarash (o de al-Kaboun) y al este con al-Kabun.

## Historia
La fundación de Barzeh se remonta, por lo menos, a la época romana. Existen en la zona evidencias arqueológicas de tumbas romanas y arameas. Tradicionalmente siempre ha sido un pueblo del Ghuta, y por ello muy ligado a la agricultura. Se producen arroz, aceite y aceitunas y varios tipos de fruta. En el siglo XX, fue absorbida por Damasco y convertida en barrio-dormitorio.

### Guerra Civil Siria
El distrito es un escenario activo de la guerra civil siria. Berzé, principalmente sunita, es mayoritariamente pro-oposición. Aun así, el barrio alauita de Esh al-Warwar apoya el gobierno de Al-Assad. Barzeh está en tregua entre rebeldes y gobierno desde 2014. El 1 de abril de 2015, los rebeldes (Jaish al-Islam y la primera Brigada del Ejército Libre Sirio) lanzaron una campaña militar para expulsar al Estado Islámico de Irak y el Levante (ISIS) de los distritos de Barzeh y Qaboun. Acabó exitosamente tres días más tarde. El 8 de febrero de 2016, un coche bomba de ISIS cuyo objetivo era el club de un agente de gobierno mató ocho personas en Masakin Barzeh. El 29 de mayo de 2017 el gobierno sirio recuperó el control del distrito entero.

## Barrios
- Al-Abbas (23.112 hab.)
- Barza al-Balad (31.634 hab.)
- Ish al-Warwar (20.458 hab.)
- Al-Manara (10.199 hab.)
- Masakin Barzeh (15.705 hab.)
- Un-Nuzha (6.488 hab.)

## Educación
En 1983 se fundó en Barzeh el Instituto superior de ciencias aplicadas y tecnología (conocido como HIAST, por sus siglas en inglés: Higher Institute for Applied Sciences and Technology, en árabe: المعهد العالي للعلوم التطبيقية والتكنولوجيا), una institución educativa e investigativa, considerado el mejor centro universitario de Siria. Entre sus alumnos destacan el físico Nidal Chamoun, el matemático Omran Kouba (posterior director del mismo entre 2002 y 2004) y el actual ministro sirio de comunicación, Emad Abdul-Ghani Sabouni. Su campus principal se encuentra en el área de Hameesh, en Barzeh, y tiene un segundo campus en Alepo.